# Fêtes et jours fériés en Norvège

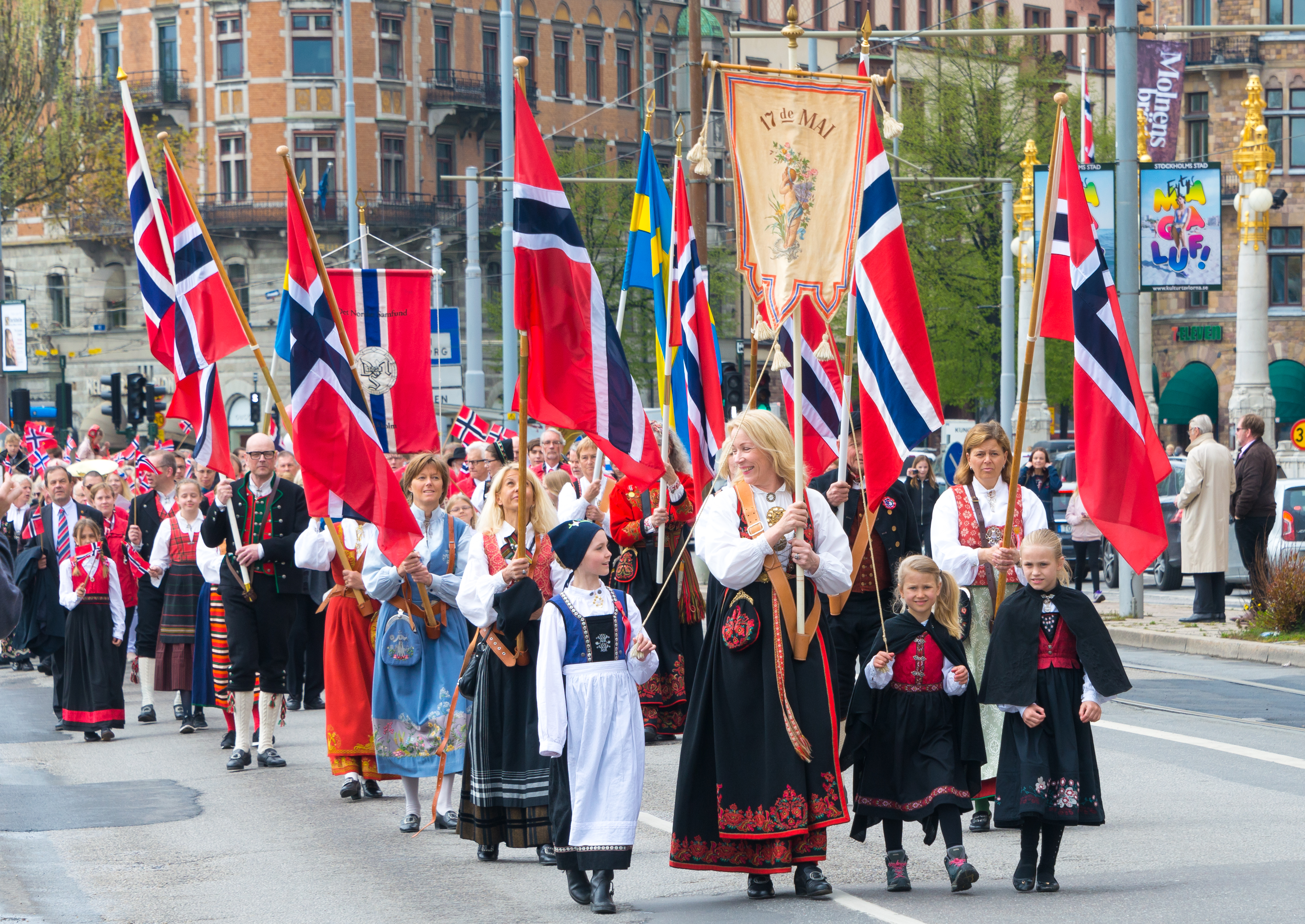
Défilé à l'occasion du Jour de la Constitution.

Les fêtes et jours fériés en Norvège.

## Jours fériés
| Date        | Nom français             | Nom local             | Notes |
| ----------- | ------------------------ | --------------------- | --- |
| 1er janvier | Jour de l'an             | Første nyttårsdag     | |
| date mobile | Jeudi saint              | Skjærtorsdag          | Le jeudi avant le dimanche de Pâques                                                                               |
| date mobile | Vendredi saint           | Langfredag            | Le vendredi avant le dimanche de Pâques                                                                            |
| date mobile | Dimanche de Pâques       | Første påskedag       | |
| date mobile | Lundi de Pâques          | Andre påskedag        | Le lendemain du dimanche de Pâques                                                                                 |
| 1er mai     | Fête du Travail          | Første mai            | Arbeidernes dag, Journée internationale des travailleurs                                                           |
| 17 mai      | Jour de la Constitution  | Grunnlovsdagen        | Célébration de la Constitution de 1814                                                                             |
| date mobile | Ascension                | Kristi himmelfartsdag | 39 jours après Pâques                                                                                              |
| date mobile | Pentecôte                | Første pinsedag       | 49 jours après Pâques                                                                                              |
| date mobile | Lundi de Pentecôte       | Andre pinsedag        | 50 jours après Pâques                                                                                              |
| 25 décembre | Noël                     | Første juledag        | |
| 26 décembre | Fête de la Saint-Étienne | Andre juledag         | Fête d'un saint chrétien célébré le 26 décembre dans l'Église d'Occident et le 27 décembre dans l'Église d'Orient. |